# Beto Albuquerque
Luiz Roberto de Albuquerque, plus couramment appelé Beto Albuquerque, né le 6 janvier 1963 à Passo Fundo (Brésil), est un avocat et homme politique brésilien.